# Tegillarca aequilatera
Tegillarca aequilatera is een tweekleppigensoort uit de familie van de Arcidae. De wetenschappelijke naam van de soort is voor het eerst geldig gepubliceerd in 1868 door Dunker.